# Telaranea chaetocarpa
Telaranea chaetocarpa là một loài rêu tản trong họ Lepidoziaceae. Loài này được (Pearson) Grolle miêu tả khoa học lần đầu tiên năm 1966.